# On Fire (film, 2025)
Pour les articles homonymes, voir On Fire.
Pour plus de détails, voir Fiche technique et Distribution.
On Fire est un film américain réalisé par Sean McNamara et dont la sortie est prévue en 2025. Il s'agit d'une adaptation des mémoires On Fire, The Seven Choices to Ignite a Radically Inspired life de John O'Leary, un homme de Saint-Louis qui a survécu à des brûlures qui ont recouvert tout son corps,.

## Synopsis
À l'âge de 9 ans, après un accident mortel, John O'Leary a été brûlé sur l'ensemble di corps. Sans aucune chance de survie, John a malgré commencé une guérison miraculeuse, grâce au soutien de sa famille, à sa foi, à sa communauté et à la générosité de son idole de toujours, Jack Buck, commentateur intronisé au Temple de la renommée du baseball et au Pro Football Hall of Fame. Reconnaissant pour son miracle et façonné par les épreuves de la vie, John va inspirer de nombreuses personnes à accomplir l'extraordinaire.

## Fiche technique
Sauf indication contraire, les informations mentionnées dans cette section peuvent être confirmées par les bases de données cinématographiques IMDb et Allociné,  présentes dans la section « Liens externes ».
- Titre original : On Fire
- Titre de travail : Soul on Fire
- Réalisation : Sean McNamara
- Scénario : Gregory Poirier, d'après les mémoires On Fire, The Seven Choices to Ignite a Radically Inspired life de John O'Leary
- Musique : N/A
- Direction artistique : Clark Woodman
- Décors : Dawn R. Ferry
- Costumes : Dorothy Amos
- Photographie : Robert Hayes
- Montage : Gregory Hobson
- Production : J. Todd Harris, Margaret French Isaac, Sean McNamara et David Brookwell
- Sociétés de production : Affirm Films, Branded Pictures Entertainment, Brookwell McNamara Entertainment, Virtuality Media et Zaring/Cioffi Entertainment
- Société de distribution : Sony Pictures Releasing (États-Unis)
- Budget : N/A
- Pays de production :  États-Unis
- Langue originale : anglais
- Format : couleur
- Genre : drame biographique
- Date de sortie[4] :
  - États-Unis : 10 octobre 2025 Date sujette à modification

## Distribution
- William H. Macy : Jack Buck
- John Corbett : Dennis
- Joel Courtney : John O'Leary
- DeVon Franklin
- Stephanie Szostak
- Masey McLain
- Natalie Buck
- James McCracken
- Mikey Cestone : Jim O’Leary

## Production
En octobre 2023, la participation de William H. Macy, John Corbett, Joel Courtney et plusieurs autres acteurs est confirmée. Malgré la Grève SAG-AFTRA, la production reçoit un accord provisoire pour permettre la réalisation du film.
Le tournage débute dans le Missouri en novembre 2023,. Les prises de vues se déroulent notamment à Maplewood, ainsi qu'à l'université de Saint-Louis,,.

## Sortie et accueil
La sortie américaine de On Fire est fixée au 10 octobre 2025.